# 4 o'Clock
4 o'Clock é um EP da artista Emilie Autumn e foi lançado em 18 de Janeiro de 2008 pela Trisol Music Group GmbH. A música  "Organ Grinder" foi apresentado na trilha sonora do filme Saw III.

## Faixas
| N.º | Título                                                 | Duração |  |
| 1.  | "4 o'Clock"                                            | 5:16    |  |
| 2.  | "My Fairweather Friend"                                | 3:30    |  |
| 3.  | "Gothic Lolita" (Bad Poetry Mix by Sieben/Matt Howden) | 4:30    |  |
| 4.  | "Swallow" (Filthy Victorian Mix by Perfidious Words)   | 5:05    |  |
| 5.  | "Swallow" (Oyster Mix by Punto Omega)                  | 3:38    |  |
| 6.  | "Organ Grinder"                                        | 3:21    |  |
| 7.  | "Excerpts From the upcoming book 'The Asylum"          | 4:00    |  |
| 8.  | "Words from 'The Asylum"                               | 3:13    |  |
| 9.  | "Is It My Body" (Hidden Track)                         | 4:08    |  |